# 隱士彼得
隱士彼得（法語：Pierre l'Ermite，約1050年－1115年7月8日或1131年）亦被稱為小彼得或亞眠的彼得，他是法國亞眠的一位教士，為第一次十字军东征期間發起平民十字軍的關鍵人物。其有時也被稱為真福者隱士彼得，儘管實際上他並沒有受過天主教會的宣福禮。